# Social Siberia
Social Siberia ist das Pseudonym des schwedischen Rockmusikers Joakim Jensen aus Göteborg, welcher auch in der Punk-Band Chemical Vocation als Gitarrist aktiv ist. Am 24. März 2010 veröffentlichte er als Solomusiker unter diesem Namen sein Debütalbum Waterworks über Panic & Action.
Seine Musik wird von Musikern wie Jimmy Eat World, Anna Ternheim und Green Day beeinflusst. Er schreibt seine Texte selbst.

## Diskographie

### Chemical Vocation
- siehe: Chemical Vocation

### Social Siberia
- 2010: Waterworks (Panic & Action)
- 2012: Amazed (Panic & Action, Digital-EP)
- 2013: The Master of None (Panic & Action, Digital-Album)